# Pierre runique de Hovgården
La pierre runique de Hovgården, aussi appelée pierre runique de Håkan, notée Rundata U11, est une pierre runique situé à Hovgården, dans la commune d'Ekerö du comté de Stockholm, en Suède.

## Description
Elle est datée d'environ 1070 et mentionne le roi (kunungi) Håkan de Suède.

Texte original : 
Rað þu runaʀ. Rett let rista Toliʀ bryti i roði kunungi. Toliʀ ok Gylla letu ris[ta] ..., þaun hion æftiʀ [si]k(?) mærki ... Hakon bað rista.
Que nous pouvons traduire ainsi :
Lisez ces runes! Elles ont été correctement gravées à la demande de Tolir, le bryti de Roden, nommé par le roi. Tolir et Gylla les ont fait graver, mari et femme à leur propre mémoire ... Hákon a fait la gravure.